# 彼得·威廉·科萨尔
彼得·威廉·科萨尔（Pieter Willem Korthals，1807年9月1日—1892年3月）为荷兰植物学家。1831年至1836年，他在荷属东印度群岛任官方植物学家。他的很多发现都是关于药用植物美丽帽柱木（Mitragyna speciosa）的。1839年，他发表了世界上第一部关于猪笼草的专著——《关于猪笼草属》（Over het geslacht Nepenthes）。